# Olympijský park (Londýn)

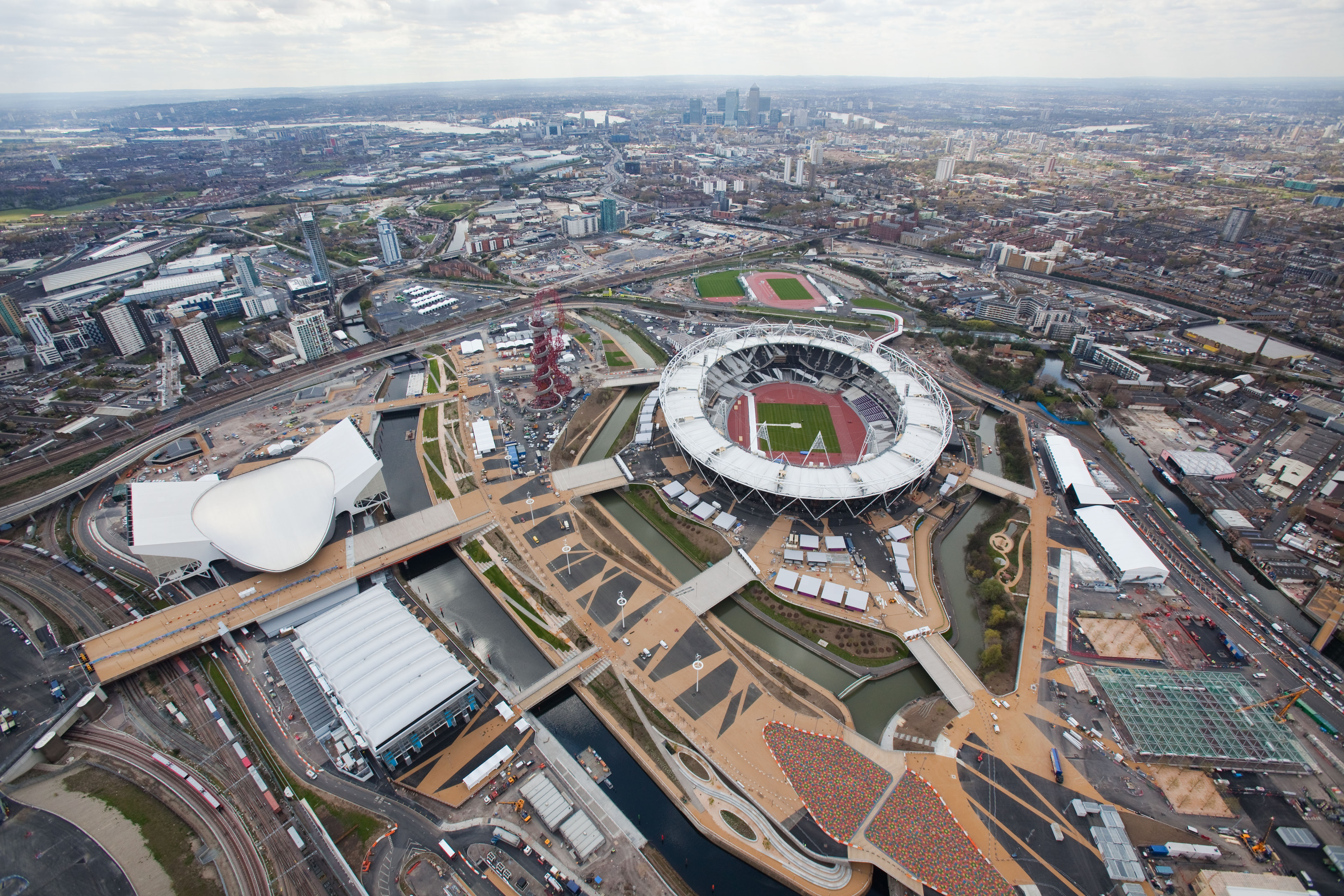
Londýnský olympijský park

Londýnský olympijský park je komplex sportovišť a dalších zařízení vystavěných pro účely letních olympijských a paralympijských her 2012. Komplex je situován ve východní části Londýna na rozhraní městských obvodů Newham, Tower Hamlets, Waltham Forest a Hackney, převážně ve čtvrti Stratford. Areál vznikl na místě opuštěných průmyslových areálů, částečně došlo i k zástavbě travnatých ploch. Kromě devíti olympijských sportovišť se v parku nachází také hlavní tiskové centrum a olympijská vesnice pro ubytování sportovců. Mezi hlavním olympijským stadionem a centrem plaveckých sportů se tyčí 115 metrů vysoká rozhledna ArcelorMittal Orbit, která je zároveň největší plastikou Velké Británie. Přestože Olympijský park nepatří mezi oficiální londýnské královské parky, na oslavu šedesátého výročí vlády britské královny Alžběty II. se po skončení her přejmenuje na Queen Elizabeth Olympic Park.

## Olympijská a paralympijská sportoviště

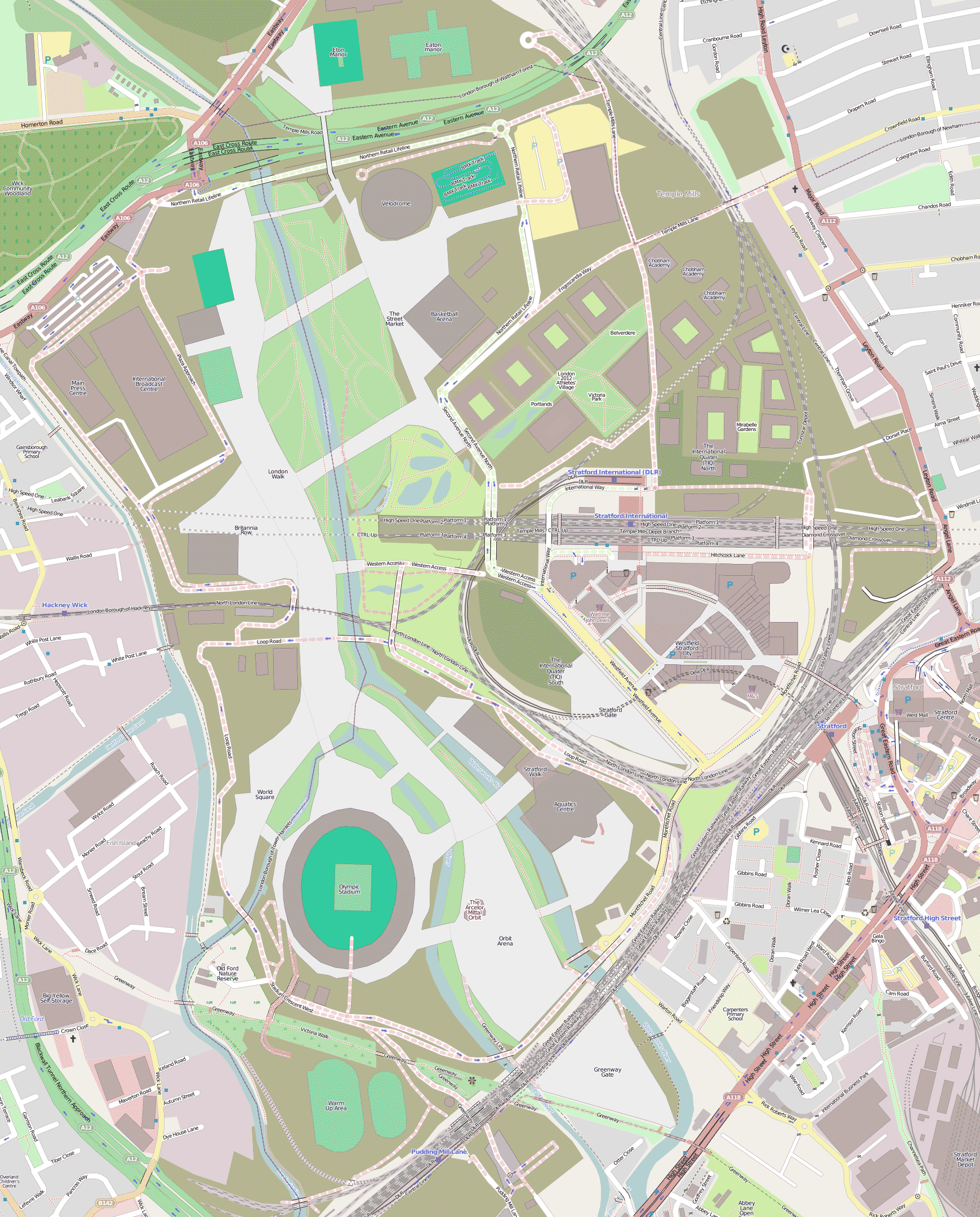
Plánek parku

- Aquatics Centre s kapacitou 17 500 diváků hostí soutěže v plavání a skocích do vody.
- Basketball Arena je dějištěm basketbalového turnaje a finálové zápasy házené. Během paralympijských her bude hostit zápasy v basketbalu a americkém fotbalu na invalidních vozících. Kapacita stadionu je během olympijských her 12 000, během paralympijských her 10 000 diváků.
- London Velopark na severu parku se skládá z BMX dráhy a velodromu. Odehrávají se zde cyklistické soutěže, kapacita obou sportovišť je 6 000 diváků.
- Eton Manor je nejsevernějším bodem olympijského parku. Jeho kapacita je 10 500 diváků a během paralympijských her bude hostit turnaj v tenisu na invalidních vozících.
- Copper Box s kapacitou 7 000 diváků je během olympijských her dějištěm házenkářského turnaje a šermířských soubojů v rámci moderního pětiboje. Paralympijské hry sportoviště využijí pro turnaj v goalballu.
- Riverbank Arena hostí olympijský turnaj v pozemním hokeji a paralympijské fotbalové turnaje. Kapacita stadionu je 16 000 diváků.
- Olympic Stadium je dějištěm atletických závodů a slavnostních ceremoniálů, kterým může přihlížet až 80 000 diváků.
- Water Polo Arena s kapacitou 5 000 diváků hostí olympijský turnaj ve vodním pólu.

## Ostatní olympijská zařízení

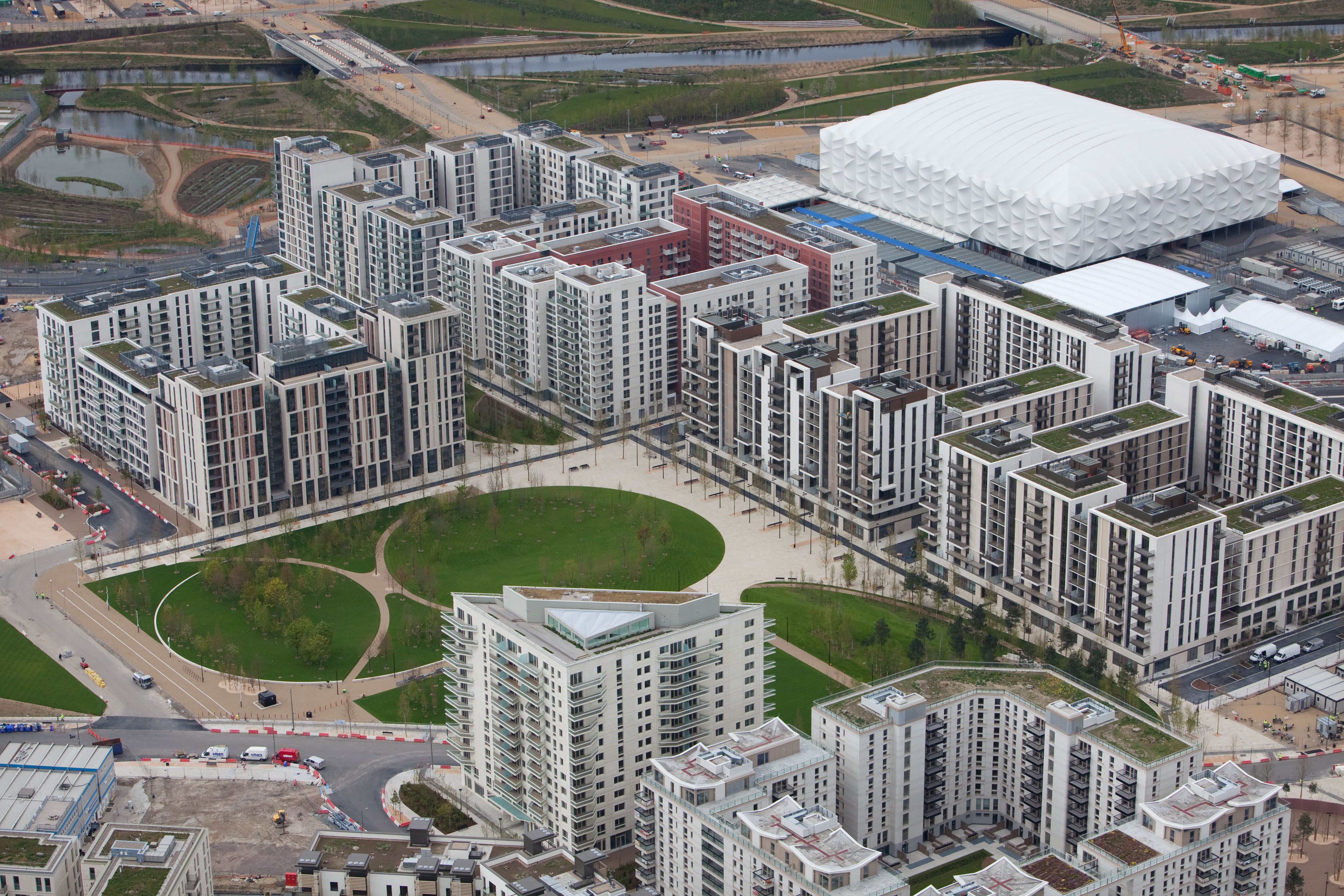
Olympijská vesnice (v pozadí basketbalová aréna)

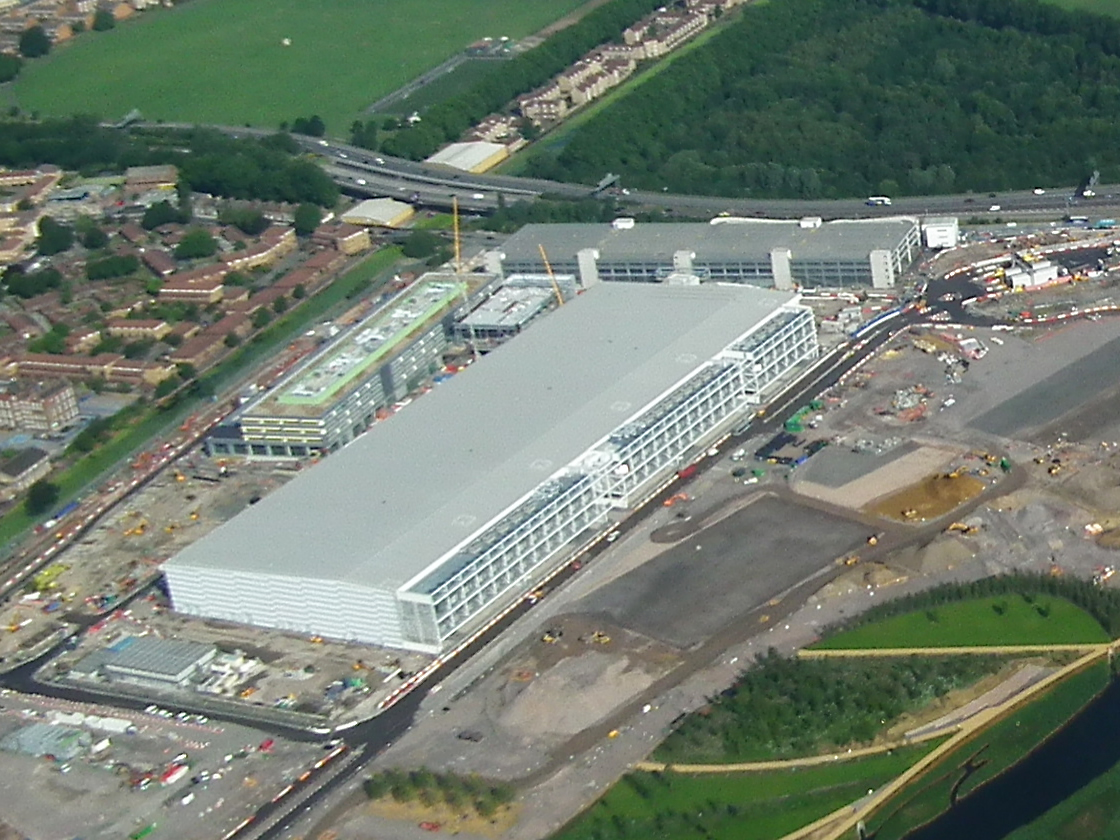
London Olympics Media Centre (v popředí mezinárodní vysílací centrum)

Ve východní části parku byla vystavěna olympijská vesnice sloužící k ubytování sportovců, trenérů a funkcionářů národních výprav. Rozkládá se na ploše 27 hektarů a tvoří ji 11 bloků po pěti až sedmi bytových domech. Každý dům má osm až dvanáct pater. Uvnitř bloků jsou vyvýšené zahrady kryjící centrální parkoviště. Celkem je v olympijské vesnici k dispozici 17 320 lůžek ve 3 3300 bytech. Každý byt je vybaven televizorem a připojením k internetu. Kromě samotných obytných budov tvoří olympijskou vesnici také dvě dočasné stavby – jídelna a zábavní hala. Jídelna o rozloze 17 000 metrů čtverečních může být využívána až 5 500 strávníky najednou. Plocha zábavní haly je 10 000 metrů čtverečních a funguje zde například nealkoholický bar.
Prostor v severozápadní části parku zaujímají budovy London Olympics Media Centre, které slouží v nepřetržitém provozu více než 20 000 novinářům, fotografům a technickým pracovníkům. Tvoří jej budovy mezinárodního vysílacího centra (IBC) a hlavního tiskového centra (MPC), jež jsou navzájem propojeny několikapatrovým parkovacím domem. V budově mezinárodního vysílacího centra je k dispozici zhruba 50 000 čtverečních metrů pro studia, kanceláře zaujímají plochu dalších 800 metrů čtverečních. Budova je navržena tak, aby ji bylo po skončení her možné využít pro jiné komerční účely. Počítá se například s rozdělením velkých prostor na menší části nebo s instalací oken namísto stávajícího obložení fasády.